# Lacoste
För andra betydelser, se Lacoste (olika betydelser).

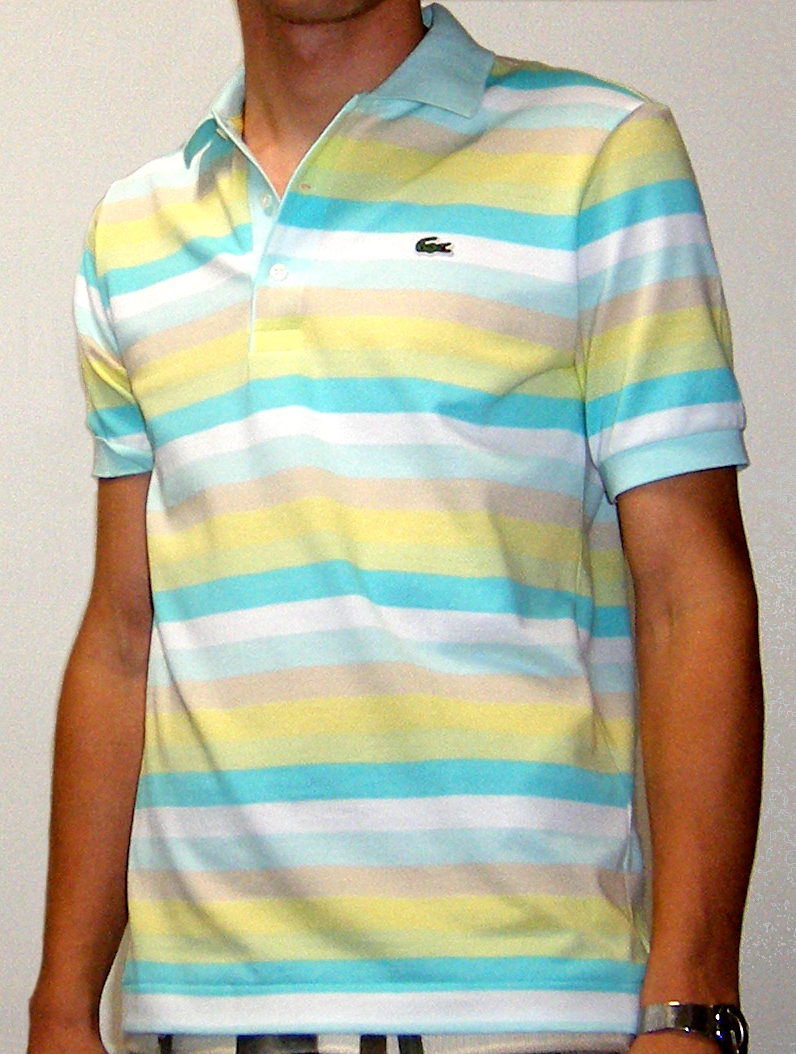
Tenniströja från Lacostes vårkollektion 2006

Lacoste är ett franskt modeföretag, grundat 1933 av tennisspelaren René Lacoste. Efter att från början bara ha tillverkat tenniströjor, produceras nu även andra kläder, skor, parfym och glasögon. Huvudkontoret finns i Paris, och den mesta produktionen görs i Troyes, men fabriker finns även i Peru, Marocko, Italien och El Salvador. Lacoste ägs till 65% av familjen Lacoste.
Lacoste är ett multinationellt företag som omsätter närmare 900 miljoner Euro och som säljer produkter i 109 länder. 63% av försäljningen är kläder, och 38 % är övriga produkter. 30% av kunderna är kvinnor, mot bara 7% för tio år sedan[när?]. Lacoste anses av vissa vara ett exklusivt klädmärke.

## Historia
Lacostes historia sträcker sig till 1925 och Davis Cup-matchen mellan Frankrike och Australien i Boston. Mellan några träningspass flanerade det franska laget på stan. René fick syn på en väska i krokodilskinn, som han blev väldigt förtjust i. René slog vad med kaptenen Pierre Gillou, där han skulle få väskan om han vann sina återstående matcher. René förlorade dock vadet och vann inte väskan. En amerikansk journalist hade dock snappat upp historien och skrev:
"Den unge Lacoste vann inte henne, men kämpade i alla fall som en riktig krokodil".
Lacoste blev "the Alligator". Han lät en vän rita den sedermera klassiska Lacoste-loggan och placerade den på skjortor och blazers han bar under matcherna.
På grund av skador tvingades René Lacoste avsluta sin karriär i början på 1930-talet. Han fick då rådet av en vän att starta ett företag som tillverkade kläder med hans välkända krokodillogga. Det gjorde Lacoste och 1933 grundade han tillsammans med affärsmannen André Gillier La Société Chemise Lacoste.
På 1950-talet expanderade företaget kraftigt, då man började lansera kläder i andra färger än vitt (den klassiska tennisfärgen). Renés son Bernhard tog över företaget 1963. Efter enorma framgångar (främst i USA) under 60- och 70-talen började företaget på 90-talet förlora marknadsandelar och en långsiktig strategi för förnyelse och utveckling antogs.
1996 avled René Lacoste, 92 år gammal, och hans dotter Catherine Lacoste tog över företaget.